# Ahmet Ogras
Ahmet Öğraş, ou Ahmet Ogras, est une personnalité franco-turque, président du Conseil français du culte musulman (CFCM) entre 2017 et 2019.

## Biographie
Fils d'ouvrier, il arrive en France à l'âge de 3 ans. Il effectue des classes préparatoires aux grandes écoles, une école d'ingénieur et exerce cette profession, travaillant notamment chez Veolia. 
En 2013, il devient président du Comité de coordination des musulmans turcs de France (CCMTF). Il est également l'un des fondateurs de la section française de l'Union des démocrates turcs européens (UDTE), proche de l'AKP de Recep Tayyip Erdoğan, un réseau militant pour l'entrée de la Turquie dans l'Union européenne et contre la reconnaissance du génocide arménien. Ahmet Ogras affirme par la suite avoir « tourné cette page ».
Le 1er juillet 2017, il devient président Conseil français du culte musulman. Son arrivée à la tête du Conseil est analysée comme un renforcement de l'influence des Frères musulmans dans cette institution.
Son mandat arrive à échéance le 30 juin 2019 et le conseil d'administration du CFCM nomme, à titre intérimaire, Dalil Boubakeur à la présidence.

## Vie privée
Marié, il est père de deux enfants.